# Le Mystère de la chambre jaune (film, 1930)
Pour les articles homonymes, voir Le Mystère de la chambre jaune (homonymie).
Pour plus de détails, voir Fiche technique et Distribution.
Le Mystère de la chambre jaune est un film français réalisé par Marcel L'Herbier en 1930, d'après le roman de Gaston Leroux Le Mystère de la chambre jaune. 

## Synopsis
Joseph Rouletabille, journaliste, se rend à une réception à l'Élysée, où il rencontre Mathilde Stangerson, fiancée à Robert Darzac. Après une douteuse et intrigante discussion avec Robert, Mathilde part avec son père, et l'on annonce qu'elle a rompu ses fiançailles. Le soir même, Mathilde est victime d'une tentative d'assassinat, dans la chambre jaune.
Problème : la fenêtre et la porte étant hermétiquement fermées de l'intérieur, comment l'assassin est-il sorti de la chambre ?
Rouletabille mène l'enquête...

## Fiche technique
- Réalisation : Marcel L'Herbier, assisté de Georges Lampin et Suzanne Vial
- Scénario : Marcel L'Herbier, d'après le roman Le Mystère de la chambre jaune de Gaston Leroux
- Décors : Jaquelux
- Décors : Lazare Meerson (crédité Meerson) et André Barsacq (crédité Barsacq) (Maquettes)
- Photographie : Léonce-Henri Burel (crédité Burel) et Nicolas Toporkoff (crédité Toporkoff)
- Son : Antoine Archimbaud (crédité Archimbaud)
- Montage : Jacques Manuel (montage sonore) et Marguerite Beaugé
- Musique : Édouard Flament
- Producteur : Les Films Osso
- Format : Noir et blanc - Son mono - 1,20:1
- Genre : Policier - mystère
- Durée : 108 minutes
- Date de sortie : 
  - France : 18 septembre 1930

## Distribution
- Roland Toutain : Rouletabille
- Huguette Duflos : Mathilde Stangerson
- Marcel Vibert : Frédéric Larsan
- Edmund van Daële : Robert Darzac
- Léon Belières : Sinclair
- Maxime Desjardins : Professeur Stangerson
- Kissa Kouprine : Marie
- Pierre Juvenet : Le juge d'instruction
- Charles Redgie : Le garde-chasse
- Henri Kerny : Père Jacques
- Marcel Vallée (non crédité)

## Différences par rapport au livre[1]
- Frédéric Larsan meurt à la fin du film alors qu'il est censé réapparaître dans la suite Le Parfum de la dame en noir.
- Les personnages des aubergistes ont été supprimés.
- Le garde-chasse n'est plus l'amant de la femme de l'aubergiste, mais de Marie, camériste de Mathilde Stangerson.
- Lors de sa visite chez Mathilde, Larsan ne laisse pas de trace de main ensanglantée sur le mur et n'a donc plus de canne.